# Вундеринк, Ролоф
Ролоф Вундеринк (нидерл. Roelof Wunderink, 12 декабря 1948 года, Эйндховен) — голландский автогонщик, участник чемпионата мира 1975 года по автогонкам в классе Формула-1.

## Биография
Начал гоночную карьеру в 1970 году с выступлений на автомобиле «Симка», затем перешёл в гонки «Формулы-Форд», выиграл чемпионат Нидерландов по автогонкам «Формулы-Форд» 1972 года. В последующие два сезона стартовал в «Формуле-3» и «Формуле-5000». В 1975 году участвовал в шести этапах чемпионата мира «Формулы-1», трижды не прошёл квалификацию, добрался до финиша лишь в прерванной из-за дождя на 29 круге гонке в Австрии, но не был классифицирован из-за отставания в четыре круга. В том же году на тестах автомобиля «Формулы-5000» потерпел аварию, закончившуюся переломом лицевых костей и сотрясением мозга, после чего завершил гоночную карьеру.

## Результаты гонок в Формуле-1
| Легенда к таблице |                                                                    |
| --- | ------------------------------------------------------------------ |
| В таблице перечислены результаты всех Гран-при Формулы-1, в которых принимал участие гонщик. Строками таблицы являются сезоны, столбцами — этапы чемпионата мира. В каждой клетке указаны сокращённое название этапа и результат, дополнительно обозначенный цветом. Расшифровка обозначений и цветов представлена в нижеследующей таблице. |                                                                    |
| \| Пример \| Описание \| \| ------------ \| ------------------------------------------------------------------ \| \| 1 \| Победитель \| \| 2 \| Второе место \| \| 3 \| Третье место \| \| 5 \| Финишировал, заработав очки \| \| Сход \| Не финишировал, но при этом заработал очки \| \| 12 \| Финишировал, не получив очков \| \| НКЛ \| Финишировал, но не попал в финальную классификацию \| \| 15 \| Участвовал вне зачёта, либо по отдельной классификации \| \| 18 \| Не финишировал, но попал в финальную классификацию \| \| Сход \| Не финишировал \| \| НКВ \| Не прошёл квалификацию \| \| НПКВ \| Не прошёл предквалификацию \| \| ДСК \| Дисквалифицирован \| \| ИСК \| Исключён из протокола соревнований \| \| ТТ \| Заявлен для участия только в тренировках \| \| НС \| Участвовал в квалификации, но не стартовал в гонке \| \| Т \| Травмирован или болен \| \| ОТК \| Отказ от участия \| \| НТР \| Прибыл на соревнования, но на трассу не выезжал \| \| НПР \| Был заявлен в числе участников, но не прибыл к началу соревнований \| \| О \| Соревнования отменены \| \| \| Не участвовал \| \| Поул-позиция \| \| \| Быстрый круг \| \| |                                                                    |
| Пример | Описание                                                           |
| 1 | Победитель                                                         |
| 2 | Второе место                                                       |
| 3 | Третье место                                                       |
| 5 | Финишировал, заработав очки                                        |
| Сход | Не финишировал, но при этом заработал очки                         |
| 12 | Финишировал, не получив очков                                      |
| НКЛ | Финишировал, но не попал в финальную классификацию                 |
| 15 | Участвовал вне зачёта, либо по отдельной классификации             |
| 18 | Не финишировал, но попал в финальную классификацию                 |
| Сход | Не финишировал                                                     |
| НКВ | Не прошёл квалификацию                                             |
| НПКВ | Не прошёл предквалификацию                                         |
| ДСК | Дисквалифицирован                                                  |
| ИСК | Исключён из протокола соревнований                                 |
| ТТ | Заявлен для участия только в тренировках                           |
| НС | Участвовал в квалификации, но не стартовал в гонке                 |
| Т | Травмирован или болен                                              |
| ОТК | Отказ от участия                                                   |
| НТР | Прибыл на соревнования, но на трассу не выезжал                    |
| НПР | Был заявлен в числе участников, но не прибыл к началу соревнований |
| О | Соревнования отменены                                              |
| | Не участвовал                                                      |
| Поул-позиция |                                                                    |
| Быстрый круг |                                                                    |

| Сезон | Команда | Шасси       | Двигатель | Ш | 1   | 2   | 3   | 4        | 5       | 6   | 7   | 8   | 9   | 10      | 11  | 12      | 13      | 14       | Место | Очки |
| ----- | ------- | ----------- | --------- | - | --- | --- | --- | -------- | ------- | --- | --- | --- | --- | ------- | --- | ------- | ------- | -------- | ----- | ---- |
| 1975  | Ensign  | Ensign N174 | Cosworth  | G | АРГ | БРА | ЮАР | ИСП Сход | МОН НКВ | БЕЛ | ШВЕ | НИД | ФРА |         | ГЕР | АВТ НКЛ | ИТА НКВ |          | -     | 0    |
| 1975  | Ensign  | Ensign N175 | Cosworth  | G |     |     |     |          |         |     |     |     |     | ВЕЛ НКВ |     |         |         | США Сход | -     | 0    |